# یوخاری-یاراک
یوخاری-یاراک (به لاتین: Yukhari-Yarak) یک منطقهٔ مسکونی در روسیه است که در داغستان واقع شده‌است.